# Terizinozauroidy
Terizinozauroidy (Therizinosauroidea) – nadrodzina dinozaurów z grupy celurozaurów znana z jury i kredy.
Dinozaury te sprawiły nieco problemów, zwłaszcza jeśli chodzi o systematykę. Klasyfikowane są jako teropody, ale mają też cechy całkowicie odmienne od tej grupy. Mają ptasiopodobne miednice, jak dromeozaury; bezzębne dzioby, podobnie jak ornitomimozaury czy ptaki. Wszystkie cztery palce u stóp są zwrócone do przodu, natomiast u reszty teropodów pierwszy wewnętrzny palec jest zredukowany i zwrócony do tyłu.
Jedna z teorii twierdzi, że Therizinosauroidea jest grupą dinozaurów ptasiomiednicznych, ze względu na miednice, dzioby, i czteropalczaste stopy. Inna teoria jest taka, że dinozaury te są potomkami prozauropodów, z powodu kształtu zębów, znajdujących się w głębi szczęk.
Odkrycie alśazaura – prymitywniejszego od wcześniej poznanych – podtrzymuje tezę o przynależności tej grupy do teropodów, ponieważ miał kilka cech celurozaurów. Później odkryto jeszcze starszego terizinozauroida, beipiaozaura, który miał właśnie pierwszy palec stopy zredukowany, a oprócz tego ciało pokryte piórami.
Wciąż nie jest pewne, z którą grupą teropodów terizinozauroidy są najbliżej spokrewnione: z deinonychozaurami, ornitomimozaurami, czy owiraptorozaurami, na co wskazywałyby pióra beipiaozaura. Część naukowców uważa je za najbardziej bazalnych przedstawicieli grupy maniraptorów.
Terizinozauroidy były wszystkożerne. Obecnie przypuszcza się, że w trakcie swojej ewolucji przeszły z diety mięsnej na roślinną, lecz niektóre rodzaje mogły żywić się również owadami.
Do niedawna uważano, że terizinozauroidy najpierw pojawiły się w Azji, a później na obszarze Ameryki Północnej. Po odnalezieniu w 2005 r. szczątków nowego rodzaju tej grupy dinozaurów – falkariusa – pogląd ten uległ zmianie. Odnalezione w Azji terizinozauroidy, takie jak terizinozaur, czy też każdy inny, były bardziej zaawansowane ewolucyjnie niż falkarius. Sugeruje to, że terizinozauroidy nie pojawiły się wpierw w Azji a potem w Ameryce Północnej, lecz odwrotnie.

## Klasyfikacja
- Nadrodzina terizinozauroidy (Therizinosauroidea)
  - beipiaozaur (Beipiaosaurus)
  - falkarius (Falcarius)
  - Rodzina alśazaury (Alxasauridae)
    - alśazaur (Alxasaurus)

  - Rodzina terizinozaury (Therizinosauridae)
    - enigmozaur (Enigmosaurus)
    - erlianzaur (Erliansaurus)
    - erlikozaur (Erlikosaurus)
    - nanszjungozaur (Nanshiungosaurus)
    - Neimongosaurus
    - notronych (Nothronychus)
    - segnozaur (Segnosaurus)
    - Suzhousaurus
    - terizinozaur (Therizinosaurus)